# Minicia alticola
Espèce
Minicia alticola est une espèce d'araignées aranéomorphes de la famille des Linyphiidae.

## Distribution
Cette espèce est endémique de Géorgie. Elle se rencontre entre 2 900 et 3 000 m d'altitude.

## Description
La femelle holotype mesure 2,05 mm.

## Publication originale
- Tanasevitch, 1990 : The spider family Linyphiidae in the fauna of the Caucasus (Arachnida, Aranei). Fauna nazemnykh bespozvonochnykh Kavkaza. Moscow, Akaedemia Nauk, p. 5-114.